# Lindwedel
Lindwedel is een gemeente in de Duitse deelstaat Nedersaksen. De gemeente is het meest zuidelijke onderdeel van de Samtgemeinde Schwarmstedt in het Landkreis Heidekreis. Lindwedel telt 2.719 inwoners.
Lindwedel grenst in het zuiden aan een gebied met veel weiland, dat weer de grens vormt met de agglomeratie van de stad Hannover.

## Indeling van de gemeente
Tot de gemeente behoort ten eerste het hoofddorp Lindwedel, dat uit vier wijken bestaat: het oude dorp; de  na 1945 voor Heimatvertriebene (uit o.a. Silezië en Oost-Pruisen uitgewezen Duitsers) gebouwde Siedlung (nederzetting); de wijk Lust en de  in 1907 ontstane mijnbouwnederzetting Adolfsglück.  Daarnaast behoort nog het enkele kilometers westwaarts gelegen dorp met de naam Hope tot de gemeente Lindwedel.

## Economie, infrastructuur
De voornaamste bronnen van inkomsten van de gemeente zijn de landbouw en het toerisme.
Het dorp Lindwedel heeft een klein station  aan de spoorlijn van Hannover  via Walsrode naar Bremervörde; zie: Spoorlijn Hannover - Bremervörde. Eén keer per uur stopt er een stoptrein in beide richtingen.
Enkele kilometers ten oosten van Lindwedel is afrit 51 (Berkhof, gemeente Wedemark) van de Autobahn A7.

## Geschiedenis
Lindwedel wordt in het jaar 1403 voor het eerst in een document vermeld. Archeologisch onderzoek heeft ter plaatse aangetoond, dat de locatie van het dorp al in de prehistorie incidenteel door mensen werd bewoond.
Van 1907 tot 1926 (en in het naburige Hope van 1909 tot 1924) werd door de mijnbouwmaatschappij Adolfsglück een kalimijn geëxploiteerd. De kalimijn werd na de ontdekking van een nieuwe ertslaag heropend in 1963. Toen ook deze uitgeput raakte, werd de mijn in 1980 gesloten. In de periode tot 2002 werd de schacht geleidelijk met afvalmateriaal of water opgevuld. In de tussentijd was het dienstgebouw van de kalimijn ten tijde van het Derde Rijk in gebruik bij de Organisation Todt.
Op 15 oktober 1944 reed een volle passagierstrein het station van Lindwedel binnen. Tegelijkertijd passeerde een met torpedo-munitie geladen trein het station. Op dat ogenblik werd de munitietrein vanuit Britse militaire vliegtuigen gebombardeerd en getroffen. Een geweldige explosie volgde. Deze ramp kostte meer dan 400 mensen het leven. Een inscriptie op het gedenkteken midden in het dorp herinnert nog hieraan.

## Afbeeldingen

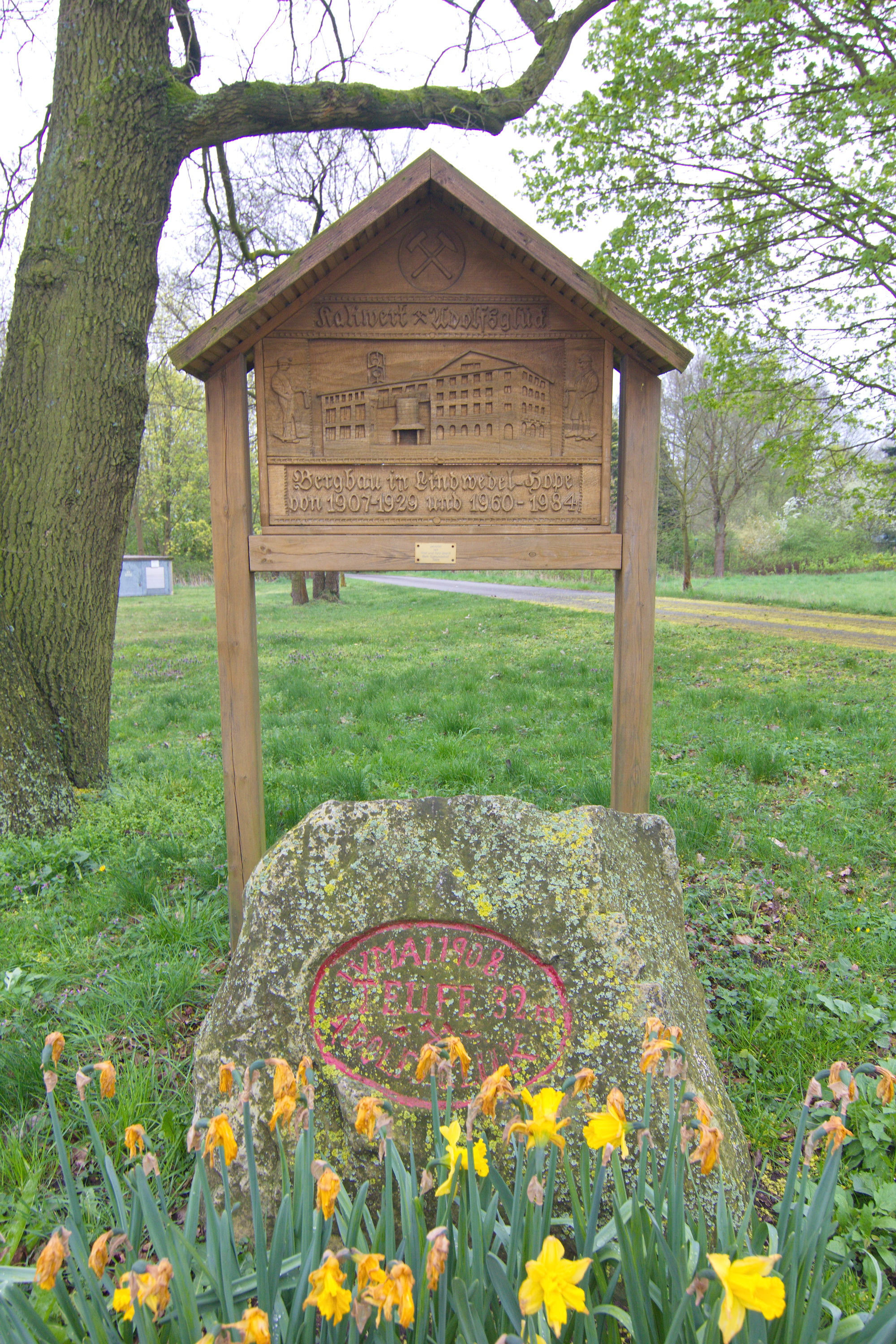
Plaquette ter herinnering kalimijn
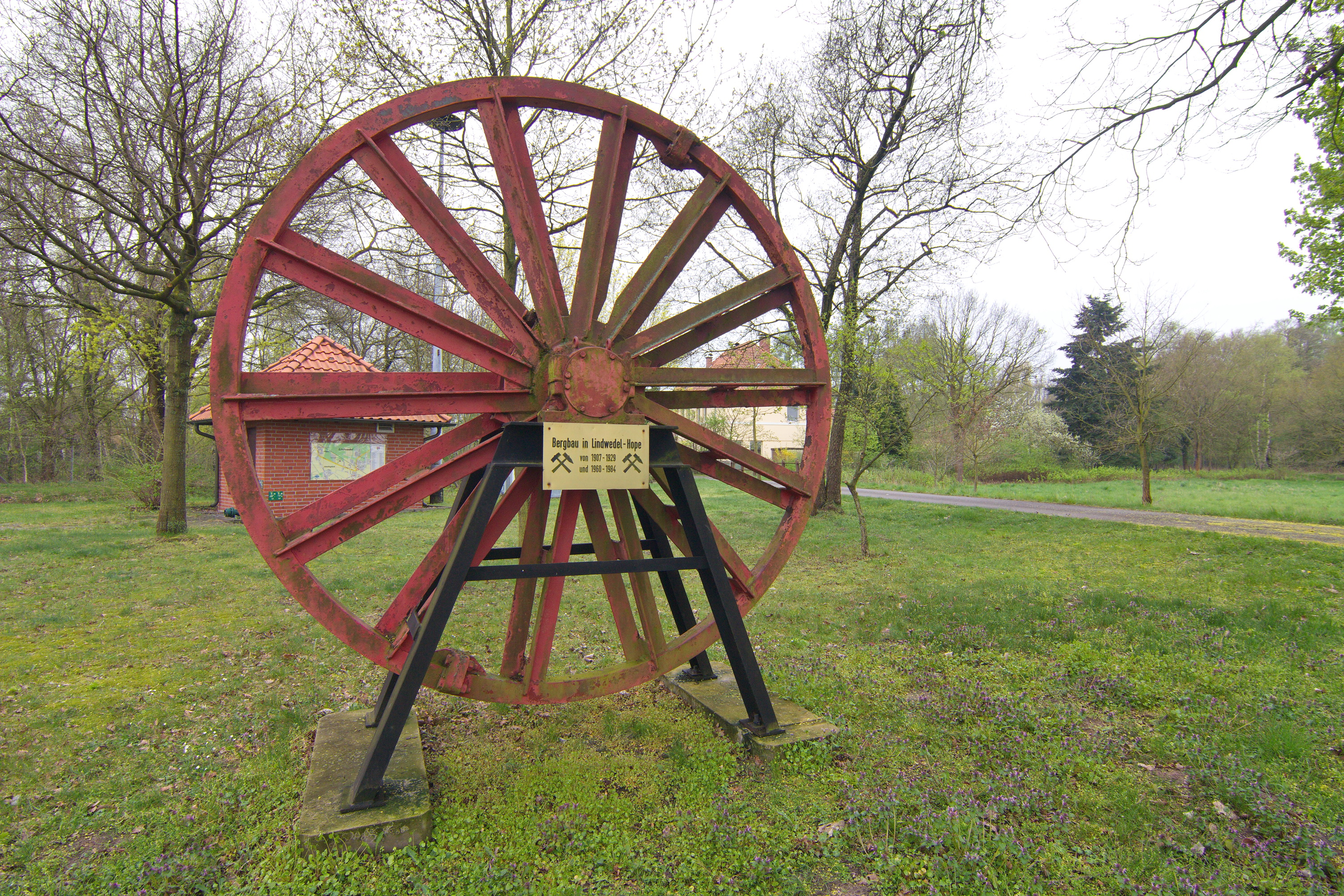
Monument kalimijn
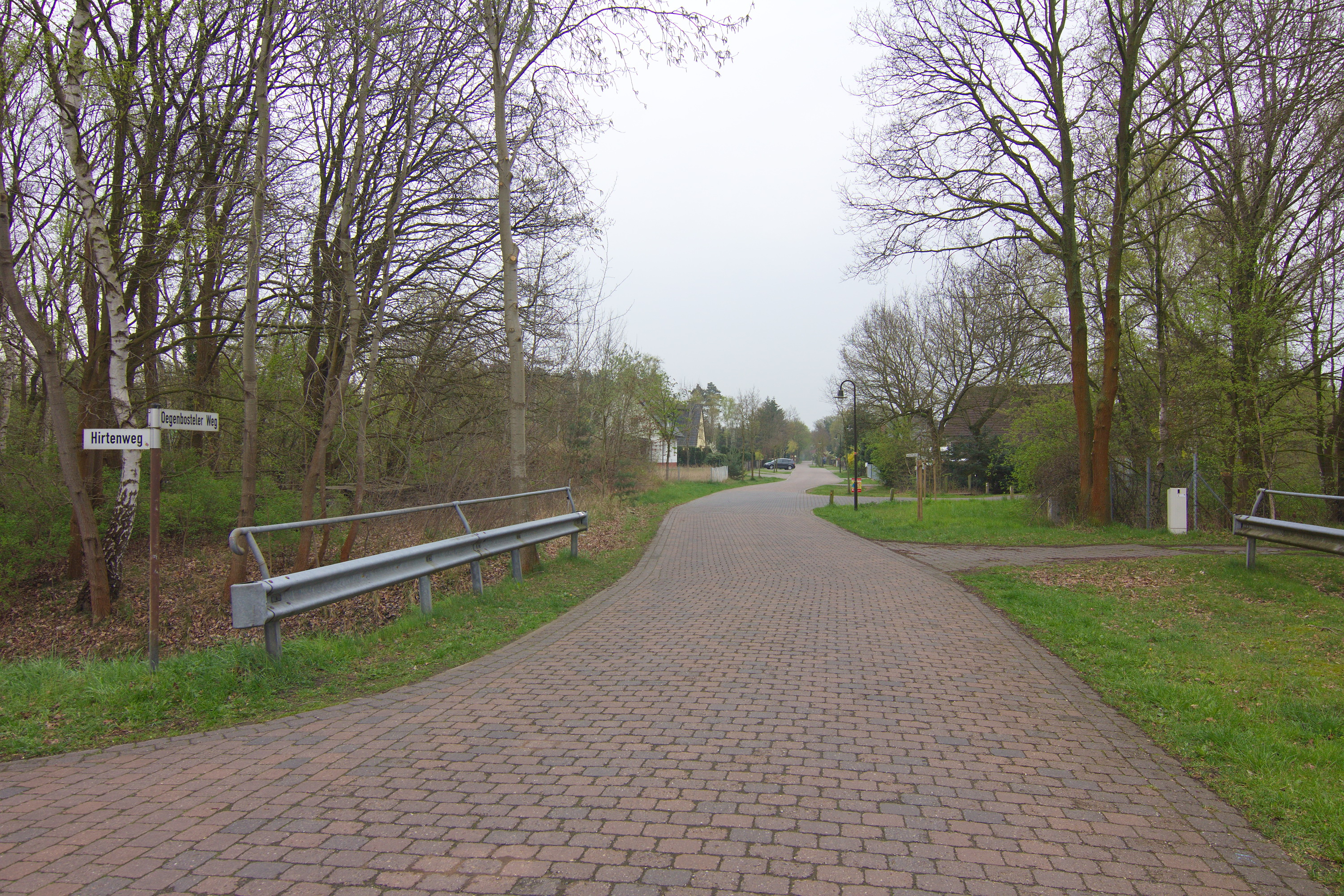
Dorpsgezicht

- Gemeinsame Normdatei: 4732755-8
- Virtual International Authority File: 240106610

Ahlden · 
Bad Fallingbostel · 
Bispingen · 
Böhme · 
Bomlitz · 
Buchholz · 
Eickeloh · 
Essel · 
Frankenfeld · 
Gilten · 
Grethem · 
Hademstorf · 
Häuslingen · 
Hodenhagen · 
Lindwedel · 
Munster · 
Neuenkirchen · 
Osterheide · 
Rethem (Aller) · 
Schneverdingen · 
Schwarmstedt · 
Soltau · 
Walsrode · 
Wietzendorf